# Hemidactylus richardsonii
Hemidactylus richardsonii är en ödleart som beskrevs av  Gray 1845. Hemidactylus richardsonii ingår i släktet Hemidactylus och familjen geckoödlor. Inga underarter finns listade i Catalogue of Life.